# 1457
سنة 1457 كانت سنة بسيطة تبدأ يوم السبت (الرابط يظهر نموذج التقويم الكامل للسنة) من التقويم اليولياني.

## أحداث
- تأسيس مدينة سكرينفيتسه وتقع حاليا في بولندا.

## مواليد
- هنري السابع ملك إنجلترا

## وفيات
- أبو القاسم بابر بن بايسنقر
- أندريا ديل كاستانيو رسام إيطالي
- جون أمير أنطاكية
- دوكجونغ ملك جوسون
- علاء الدين الشيرازي عالم مسلم وصوفي عراقي
- فرانشيسكو فوسكاري
- لاديسلاوس اليتيم